# Gabe Serbian
Gabriel Serbian (1º maggio 1977 – 30 aprile 2022) è stato un batterista, chitarrista e cantante statunitense.

## Biografia
È conosciuto per aver collaborato in svariati gruppi musicali, come i Locust, i Cattle Decapitation, gli Holy Molar, i Dead Cross, e gli Zu. È anche membro fondatore degli Head Wound City, un supergruppo musicale hardcore punk.
Ha suonato con Alec Empire, Nic Endo, Charlie Clouser e Merzbow. Venne anche elogiato dal batterista degli Slayer, Dave Lombardo, che a riguardo di lui disse:
(Dave Lombardo)
Gabe Serbian è morto il 30 aprile 2022 all'età di 44 anni, esattamente 2 giorni prima del suo compleanno.